# 阿卜杜·克里姆
阿卜杜·克里姆全名穆罕默德·本·阿卜杜·克里姆·哈塔比（阿拉伯语：‎，Muhammad Ibn 'Abd al-Karim al-Khattabi，1882年3月—1963年2月6日），一译凯里姆，是20世纪初摩洛哥北部柏柏尔人反抗法国和西班牙殖民统治的领导者，里夫共和国的创始人。

## 生平
阿卜杜·克里姆出生于摩洛哥北部小城阿杰迪尔，从小就受到了良好的教育，除母语柏柏尔语外，还熟练掌握了阿拉伯语和西班牙语。1906年，阿卜杜·克里姆来到梅利利亚，在那里担任过教师、翻译和记者。第一次世界大战期间，阿卜杜·克里姆因从事反帝运动而被捕，获释后不久回到家乡。
1920年继其父为部落首领。次年西班牙军队进犯里夫地区，阿卜杜·克里姆领导部落人民抵抗西班牙殖民军。1923年建立里夫共和国，被推为埃米尔。
1925年在法国和西班牙联合进攻里夫共和国，阿卜杜·克里姆最终于1926年5月向法军投降，被流放留尼汪岛。1947年因健康原因获释后来到了埃及开罗。1948年－1956年领导马格里布阿拉伯人解放委员会，继续进行争取独立的斗争。
1956年摩洛哥独立后，時任蘇丹穆罕默德五世曾两次邀请他回国，但阿卜杜·克里姆表示法军还在北非他就不会回国。后病逝于开罗。